# 勝杏里
勝 杏里（かつ あんり、1977年7月3日  - ）は、日本の男性声優。神奈川県横浜市出生。東京都大田区出身。賢プロダクション所属。

## 略歴
憧れていた職業は弁護士、小さい頃は漫画家と言っていたという。
小学生の時にはアニメや映画が好きで、声優に憧れていた。
その後は楽器を弾くようになり、音楽で食べていきたかったが、その時組んでいたバンドもなくなって色々チャレンジしてみようと思い、小学生の時の憧れを思い出して、思い切って声優を目指した。
養成所については右も左も分からず色々と学校見学に行ったが、その中で幼い頃から好きだった井上和彦が教えていた授業に参加。その生授業が人生を変えるものであったと語っている。その授業で井上はテストの予定から急遽変更し、「役者を志すようになって、何か感じ方が変わったか?」といった「感じた事」を皆で話すことになった。生徒が1人ずつ話をすると、井上はその話を聞いてそれぞれにアドバイスしており、「自分の生きている一瞬一瞬が全て勉強になるんだ」と感銘を受け、帰る時には入学を決めた。勝にとっては、「井上は役者の、人生の大師匠」だと語る。
井上和彦の声優教室5期生。以前は元氣プロジェクトに所属していた。

## 人物
声優としては、アニメ、洋画吹き替え、ナレーションなどマルチに活躍している。
今まで自分が演じていたキャラクターは2010年時点では覚えており、パッと出てこないかもしれないが、「え?そんなのやったっけ?」とはならないという。自分が演じたキャラクターについては、気になれば1話だけの役でも原作を読む事は多々あるという。
声の仕事で一番印象に残っているキャラクターは、「全部思い出深い」としつつも、凄く印象的だったのは『東京魔人學園剣風帖 龖』の九角天童役であるといい、「初めての悪役だったため、思い入れがある」とのこと。
森訓久・宮下栄治・増川洋一・泰勇気・梯篤司と声優ユニット「Revolver」を結成したが、2006年12月23日をもって活動を休止した。泰と梯は2005年と2006年に脱退している。プロデュースは声優のかないみか。
特技・趣味はギター・ベース・ドラム演奏、歌、作曲、釣り。また筋トレが大好きでもあり、それが高じて自分で本格的にジムを作った。
一番影響受けたアーティストはビートルズで、メンバーのジョン・レノン、ポール・マッカートニー、ジョージ・ハリスン、リンゴ・スターのそれぞれからも影響を受けたという。
好きなギタリストはピート・タウンゼント、ポール・ウェラー、ジミー・ペイジ、エリック・クラプトン、日本だと布袋寅泰、奥田民生、鮎川誠、森純太を挙げている。
アルバイトとしてはコンビニ店員、新聞の勧誘、カラオケ屋店員、ガテン系、六本木のブラジルの店でのバーテンダーをしていた。その中でもそのバーテンダーは長く、声優の仕事を始めてからも行うなど多少の無理も聞いてくれており、ブラジル人とも多く友人になったという。
衛星アニメ劇場で進行役を務めていた。
所属するユニット「声援団」を率いる井上和彦に師事。『百獣王ゴライオン』のリメイクアニメ『ヴォルトロン』では、30年前に井上が演じた役を自らが担当している。
井上和彦とは同じく野島裕史が主催するロードバイクチーム「VOICYCLE」のメンバーでもある。
仲良しの声優はモリノリ久、志村知幸、川田紳司を挙げている。

## 出演
太字はメインキャラクター。

### テレビアニメ
2002年
- スパイラル －推理の絆－（生徒B）

2004年
- 陰陽大戦記（2004年 - 2005年、青龍のキバチヨ）
- ゾイドフューザーズ（シグマ）
- tactics（男）
- テニスの王子様（ケンゾー）
- 焼きたて!!ジャぱん（イギリスチーム）
- 遊☆戯☆王デュエルモンスターズGX（ボーイ / 光雄）

2005年
- IGPX（男）
- いちご100%（生徒）
- 頭文字D Fourth Stage（2005年 - 2006年、ギャラリー、男、パープルシャドウメンバー）
- 好きなものは好きだからしょうがない!!（生徒）
- 砂ぼうず（団員）
- BLACK CAT（バルドリアス＝S＝ファンギーニ、レイス＝ドノバン）
- ポケットモンスター アドバンスジェネレーション（2005年 - 2006年、ヨシト、マサ）
- 舞-乙HiME（伊織）

2006年
- あまえないでよっ!!喝!!（少年）
- 銀魂（2006年 - 2009年、カイケイ、田中加兵衛）
- CLUSTER EDGE（クラスター生徒）
- ケモノヅメ（ほおずき信）
- こてんこてんこ（ペテンダック）
- ザ・サード 〜蒼い瞳の少女〜（バーの客）
- 獣王星（軍人、部下、茶輪 他）
- スパイダーライダーズ 〜オラクルの勇者たち〜（2006年 - 2007年、グレイ） - 2シリーズ
- ときめきメモリアル Only Love（鈴木一太）
- NANA（藤枝直樹）
- NARUTO -ナルト-（赤胴ヨロイ〈2代目〉）
- プリンセス・プリンセス（名田庄薫）
- MÄR-メルヘヴン-（マルコ）
- 妖怪人間ベム（ジュン）

2007年
- 古代王者 恐竜キング Dキッズ・アドベンチャー（タマッキー）
- 彩雲国物語（榛蘇芳）
- 東京魔人學園剣風帖 龖（九角天童） - 2シリーズ
- レ・ミゼラブル 少女コゼット（マリウス・ポンメルシー、アラン）
- 湾岸ミッドナイト（コウちゃん）

2008年
- クリスタル ブレイズ（セージ）
- 黒執事（ドロセル・カインズ）
- 古代王者 恐竜キング Dキッズ・アドベンチャー 翼竜伝説（スパルタカス）
- とある魔術の禁書目録（2008年 - 2019年、土御門元春） - 3シリーズ
- バトルスピリッツ 少年突破バシン（バイト君、生徒C、スタッフB）
- 魔人探偵脳噛ネウロ（朝永博斗）

2009年
- うちの3姉妹（不良学生B）
- 屍姫 玄（季四辺鞆春）
- NARUTO -ナルト- 疾風伝（赤胴ヨロイ）
- 鋼の錬金術師 FULLMETAL ALCHEMIST（ドルチェット）
- FAIRY TAIL（2009年 - 2016年、カゲヤマ、チャパティ・ローラ） - 2シリーズ
- メジャー シリーズ（2009年 - 2010年、シルヴァ、オ・キドン、山崎） - 2シリーズ
- RIDEBACK -ライドバック-（チンピラ）

2010年
- けいおん!!（ボーカル）
- 侵略!イカ娘（2010年 - 2011年、クラーク） - 2シリーズ
- 閃光のナイトレイド（西尾）
- 伝説の勇者の伝説（リル・オルラ）
- HEROMAN（アマノリッヒ）

2011年
- ギルティクラウン（アルゴ）
- ダンボール戦機（2011年 - 2013年、仙道ダイキ） - 2シリーズ
- 猫神やおよろず（小鉄）
- へうげもの（小堀作介）
- ラストエグザイル-銀翼のファム-（イグナス）

2012年
- あらしのよるに 〜ひみつのともだち〜（ブッチ）
- 頭文字D Fifth Stage（ニセ拓海）
- 宇宙兄弟（紫三世）
- エリアの騎士（中島）
- クレヨンしんちゃん（2012年 - 2023年、通販司会者、強盗、タベマスシ、ダークマリトッツォ、和家有人）
- たまごっち!（ぽんちっち）
- 探検ドリランド（マモンバ）
- DOG DAYS シリーズ（2012年 - 2015年、イスカ・マキシマ） - 2シリーズ
- ひだまりスケッチ×ハニカム（沢松さん）
- ポケットモンスター ベストウイッシュ（ピノ・ノワール）
- 遊☆戯☆王ZEXAL（ウルフ）
- リトル・チャロ〜東北編〜（マゲ）
- LUPIN the Third -峰不二子という女-（ペンネ）

2013年
- イナズマイレブンGO ギャラクシー（2013年 - 2014年、ダクスガン・バービュー、バトゥル・ドボ、コトパク・ジャリガー）
- 銀河機攻隊 マジェスティックプリンス（ランディ・マクスウエル）
- 進撃の巨人（2013年 - 2022年、ナイル・ドーク） - 5シリーズ
- デート・ア・ライブ（2013年 - 2024年、殿町宏人） - 5シリーズ
- バトルスピリッツ ソードアイズ（セルジャー）

2014年
- アカメが斬る!（ダイダラ）
- ソードアート・オンラインII（ギンロウ）
- 東京喰種トーキョーグール（2014年 - 2018年、古間円児） - 3シリーズ
- トライブクルクル（ジェイ・エル）
- ドラえもん（テレビ朝日版第2期）（2014年 - 2025年、ぶつぶつ交換機、ノッチ、ウマタケ、落目ドジ郎、アクマーン 他）
- 信長協奏曲（簗田政綱）
- はじめの一歩 Rising（ミゲル・ゲール〈戦後編〉）
- パックワールド（スパイラル）
- 鬼灯の冷徹（妖怪朧車）
- ポケットモンスター XY（2014年 - 2016年、ティエルノ） - 2シリーズ 
- 名探偵コナン（2014年 - 2025年、白河京介、釜石卓、春日隆二、酒匂学、種村丈太郎 他）

2015年
- 暗殺教室（2015年 - 2016年、荒木鉄平） - 2シリーズ
- 俺物語!!（若者B）
- かみさまみならい ヒミツのここたま（アニキ）
- 牙狼 -紅蓮ノ月-（藤原成通 / 河童）
- コンクリート・レボルティオ〜超人幻想〜（ディー）
- ジョジョの奇妙な冒険 スターダストクルセイダース（チャカ）
- 進撃!巨人中学校（ナイル・ドーク）
- 蒼穹のファフナー EXODUS（ディラン・バーゼル）
- ログ・ホライズン2（シュンイチ）

2016年
- うしおととら（立迫一平）
- 機動戦士ガンダムUC RE:0096（ダリル・マッギネス）
- チア男子!!（金田保）
- DAYS（栄二）
- パズドラクロス（2016年 - 2018年、タイガー）
- モブサイコ100（宮蛾輪）

2017年
- デジモンユニバース アプリモンスターズ（ツブモン）
- 僕のヒーローアカデミア（インスマス）
- カイトアンサ（西川頭パン）

2018年
- BORUTO-ボルト- -NARUTO NEXT GENERATIONS-（2018年 - 2022年、風魔コウタロウ）
- パズドラ（2018年 - 2025年、マエケン）
- 銀河英雄伝説 Die Neue These 邂逅（トダ）
- カードファイト!! ヴァンガード（2018年 - 2020年、川並ミナミ） - 4シリーズ
- バキ（2018年 - 2020年、加藤清澄） - 2シリーズ
- からくりサーカス（スパッツァ）

2019年
- ポチっと発明 ピカちんキット（キングバックマン）

2020年
- マギアレコード 魔法少女まどか☆マギカ外伝（DJハマー）
- ドロヘドロ（鳥太）
- もっと!まじめにふまじめ かいけつゾロリ（2020年 - 2022年、ニイラパパ、トンイチロウ） - 2シリーズ
- とある科学の超電磁砲T（土御門元春）
- 最響カミズモード!（2020年 - 2021年、ワルダーク）

2021年
- 半妖の夜叉姫（蛾々御前）
- 回復術士のやり直し（おじさん）
- すばらしきこのせかい The Animation（カリヤ / 狩谷拘輝）
- SDガンダムワールド ヒーローズ（エドワードセカンドV）
- ゾンビランドサガ リベンジ（司会者）
- SHAMAN KING（2021年 - 2022年、ターバイン）
- 出会って5秒でバトル（猿渡悟）
- D_CIDE TRAUMEREI THE ANIMATION（或斗の父親）
- マジカパーティ（2021年 - 2022年、エレギリン）

2022年
- スローループ（吉永良太）
- ダンス・ダンス・ダンスール（ラーメン屋店主）

2023年
- 逃走中 グレートミッション（2023年 - 2024年、チャマ ハスラー）
- 鴨乃橋ロンの禁断推理（丼沢英作）
- はめつのおうこく（オズ〈2代目〉）

2024年
- 最弱テイマーはゴミ拾いの旅を始めました。（ロークリーク）
- 魔王の俺が奴隷エルフを嫁にしたんだが、どう愛でればいい?（鍛冶屋）
- シンカリオン チェンジ ザ ワールド（当麻ヒダカ）
- 逃げ上手の若君（清原信濃守）

2025年
- ヴィジランテ-僕のヒーローアカデミア ILLEGALS-（波丸十兵衛）
- 真・侍伝 YAIBA（天草四郎）
- 異世界マンチキン -HP1のままで最強最速ダンジョン攻略-（世界書 / ナレーション）

### 劇場アニメ
2006年
- パプリカ（研究員）

2011年
- 鬼神伝（武官）
- 豆富小僧（101番狸）
- マルドゥック・スクランブル 燃焼（ポーカーディーラー）

2012年
- ヱヴァンゲリヲン新劇場版:Q（多摩ヒデキ）

2013年
- 劇場版 とある魔術の禁書目録 -エンデュミオンの奇蹟-（土御門元春）

2014年
- 新劇場版 頭文字D Legend1 -覚醒-（健二）
- パロルのみらい島（ズーズ）

2015年
- 新劇場版 頭文字D Legend2 -闘走-（健二）
- クレヨンしんちゃん オラの引越し物語 サボテン大襲撃（保安官）
- 劇場版 進撃の巨人 後編〜自由の翼〜（ナイル・ドーク）
- 劇場版デート・ア・ライブ 万由里ジャッジメント（殿町宏人）

2017年
- 劇場版 はいからさんが通る 前編 〜紅緒、花の17歳〜（2017年、親戚）

2018年
- 映画ドラえもん のび太の宝島（詩人）
- クレヨンしんちゃん 爆盛!カンフーボーイズ〜拉麺大乱〜（地上げ屋）

2021年
- シン・エヴァンゲリオン劇場版𝄇（多摩ヒデキ）

2024年
- 範馬刃牙VSケンガンアシュラ（加藤清澄）

### OVA
2005年
- いちご100%（会員6号、警備員2）

2008年
- 頭文字D Extra Stage 2 〜旅立ちのグリーン〜（茶髪A）

2009年
- NARUTO -ナルト- CROSS ROADS（イワナ）

2010年
- 機動戦士ガンダムUC（ダリル・マッギネス）

2012年
- 嘘喰い（斑目貘）※単行本26巻の限定版に付属

2014年
- 十三支演義 〜偃月三国伝〜 外伝 幽州幻夜（関定）
- 侵略!イカ娘（クラーク）※コミックス第17巻OVA付き限定版
- ふたりエッチ（第3期）（稲垣与作）
- WILD ADAPTER（修司）

2019年
- 蒼穹のファフナー THE BEYOND（2019年 - 2020年、ディラン・バーゼル）

### Webアニメ
- アニメで分かる心療内科（2015年、窃視症の男、外国人）
- 弱酸性ミリオンアーサー（2016年、リエンス、モブ）
- SUPER SHIRO（2019年、デカプー[79]）
- ぶらどらぶ（2021年、植村）
- スター・ウォーズ: ビジョンズ「タトゥイーン・ラプソディ」（2021年、ラン[80]）
- TIGER & BUNNY 2（2022年、ウルバノ・ベロン）
- スコット・ピルグリム テイクス・オフ（2023年）

### ゲーム
2006年
- アラビアンズ・ロスト〜The engagement on desert〜（ライル＝スルーマン）
- 機動戦士ガンダム クライマックスU.C.（パミル・マクダミル）
- キャプテン翼（シェスター、地崎広）※PlayStation 2版

2007年
- スーパーロボット大戦OG外伝（フォリア・エスト）
- すばらしきこのせかい（狩谷拘輝）

2008年
- Fallout 3（ハーバート“冒険野郎”ダッシュウッド〈ラジオ〉）

2009年
- 頭文字D Arcade Stage 5（ニセ拓海〈ニセプロジェクトD〉）
- ゼルダの伝説 大地の汽笛（ディーゴ）

2011年
- 頭文字D Arcade Stage 6 AA（ニセ拓海〈ニセプロジェクトD〉）
- グロリア・ユニオン（ベルガス）
- ゼルダの伝説 スカイウォードソード（ギラヒム）
- ダンボール戦機（仙道ダイキ）
- とある魔術の禁書目録（土御門元春）

2012年
- 頭文字D Arcade Stage 7 AAX（ニセ拓海〈ニセプロジェクトD〉）
- 機動戦士ガンダム オンライン（男性パイロット1）
- SDガンダム GGENERATION（2012年 - 2016年、ダリル・マッギネス） - 2作品
- 十三支演義 〜偃月三国伝〜（関定）
- Forza Horizon（フェニックス・フォックス〈ラジオDJ〉）

2013年
- イナズマイレブンGO ギャラクシー ビッグバン / スーパーノヴァ（ダクスガン・バービュー） - 2作品
- Z/X 絶界の聖戦（スティーブ・シバヤ）
- デート・ア・ライブ 凜祢ユートピア（殿町宏人）
- とある魔術と科学の群奏活劇（土御門元春）

2014年
- アラビアンズ・ダウト〜The engagement on desert〜（ライル＝スルーマン）
- 頭文字D Arcade Stage 8 ∞（ニセ拓海〈ニセプロジェクトD〉）
- 十三支演義 〜偃月三国伝2〜（関定）
- ゼルダ無双（ギラヒム）
- 大乱闘スマッシュブラザーズ for Nintendo 3DS / Wii U（ギラヒム） - 2作品
- デート・ア・ライブ 或守インストール（殿町宏人）
- 私のホストちゃんS（逢坂響）
- リトルビックプラネット3（ニュートン）

2015年
- グランブルーファンタジー（2015年 - 2019年、マキューシオ、アーテファ）
- 幻影異聞録♯FE（彫ノ澤允）
- デート・ア・ライブ Twin Edition 凜緒リンカーネイション（殿町宏人）
- ニード・フォー・スピード (2015)（スパイク）
- Far Cry 4（ラビ・レイ・ラナ）

2016年
- オルタンシア・サーガ -蒼の騎士団-（カリス）
- 進撃の巨人（ナイル・ドーク）
- スターオーシャン5 Integrity and Faithlessness（トーラス）

2017年
- スーパーロボット大戦V（ダリル・マッギネス）
- ゼノブレイド2（ザンテツ）

2018年
- 電脳戦機バーチャロン×とある魔術の禁書目録 とある魔術の電脳戦機（土御門元春）
- 進撃の巨人2（ナイル・ドーク、主人公・男・タイプ6）
- 名探偵ピカチュウ（ジーノ・ファリーナ）
- Marvel's SPIDER-MAN（マイルズ・モラレス）
- プレカトゥスの天秤（ダスターマン）
- 大乱闘スマッシュブラザーズ SPECIAL（ギラヒム）
- 蛇香のライラ 〜Allure of MUSK〜（店主様）

2019年
- 白猫プロジェクト（ドリチョコくん）
- とある魔術の禁書目録 幻想収束（土御門元春）
- ボーダーランズ3（ヴォーン）
- WAR OF THE VISIONS ファイナルファンタジー ブレイブエクスヴィアス 幻影戦争（ヴァライド）

2020年
- De: Lithe 〜忘却の真王と盟約の天使〜（ティリオン・ザ・トルネード）
- デート・ア・ライブ 蓮ディストピア（殿町宏人）
- ファイナルファンタジーVII リメイク（バド〈バーク〉）
- 聖剣伝説3 TRIALS of MANA（竜帝）
- Marvel's Spider-Man:Miles Morales（マイルズ・モラレス）

2021年
- 新すばらしきこのせかい（カリヤ）
- スーパーロボット大戦30（ランディ・マクスウエル）

2022年
- 鋼の錬金術師 MOBILE（ドルチェット）

2023年
- ガールフレンド（仮）（悪モテ番長）
- ファイナルファンタジーXVI（ガブ）
- Fate/Samurai Remnant（2023年 - 2024年、キャスター / 稗田阿礼）

2024年
- ファイナルファンタジーVII リバース
- ブレイクマイケース（伊達幸邑）

2025年
- BLEACH Rebirth of Souls（アビラマ・レッダー）

### 吹き替え

#### 担当俳優
アダム・ディヴァイン
- アイス・エイジ5/止めろ! 惑星大衝突（ジュリアン）
- ゲームオーバー!（アレックス）
- マジックに魅せられて（アンディ・タッカーマン）
- 理想の男になる方法（ノア・アシュビー）

クリストファー・ミンツ＝プラッセ
- キック・アス（クリス・ダミーコ / レッド・ミスト）
  - キック・アス/ジャスティス・フォーエバー（クリス・ダミーコ / マザー・ファッカー）

- ネイバーズ（スクーニー）
  - ネイバーズ2

- ファークライ エクスペリエンス（本人役）
- フライトナイト/恐怖の夜（エド）

ケヴィン・ハート
- トゥルー・ストーリー 〜嘘と真実〜（キッド）
- シークレット・レベル #15（バディボッド）
- ライド・アロング〜相棒見習い〜（ベン・バーバー）
  - ブラザー・ミッション -ライド・アロング2-

- ワイルド・スピード/スーパーコンボ（ディンクリー）

#### 映画（吹き替え）
- アイ・ケイム・バイ（ジェイ〈パーセル・アスコット〉）
- アデル/ファラオと復活の秘薬（アンドレイ・ズボロフスキー）
- あの夜、マイアミで（カシアス・クレイ〈イーライ・ゴリー〉）
- ある決闘 セントヘレナの掟（デヴィッド・キングストン〈リアム・ヘムズワース〉）
- A.I. ※TBS版
- イエスタデイ（エド・シーラン）
- 愛しのベス・クーパー（リッチ）
- インセプション（ナッシュ〈ルーカス・ハース〉[114]）※テレビ朝日版
- WE ARE YOUR FRIENDS ウィー・アー・ユア・フレンズ（メイソン）
- ヴェロニカ・ゲリン
- ウォールフラワー（パトリック〈エズラ・ミラー〉）
- エンドレス・エクソシズム（アンドリュー〈グレイ・デイモン〉）
- 黄金のアデーレ 名画の帰還（フベルトゥス・チェルニン〈ダニエル・ブリュール〉）
- オースティンランド 恋するテーマパーク（マーティン〈ブレット・マッケンジー〉）
- 俺たちチアリーダー!（ニック）
- カレンダー・ガールズ
- ガン・ドッグ（テオ〈マティアス・シュヴァイクホファー〉）
- 紀元1年が、こんなんだったら!?（カイン）
- キャンプ・ロック（ジェイソン）
- キャンプ・ロック2 ファイナル・ジャム（ジェイソン）
- クラークス（ジェイ〈ジェイソン・ミューズ〉）※Netflix版
- ゲームオーバー!（アレックス〈アダム・ディヴァイン〉）
- サハラ 死の砂漠を脱出せよ（ルディ・ガン〈レイン・ウィルソン〉）※テレビ版
- シエラ・バージェスはルーザー（ダン〈RJ・サイラー〉）
- シティ・オブ・ゴッド
- ストレイト・アウタ・コンプトン（アイス・キューブ〈オシェア・ジャクソン・Jr〉）
- スペクトル（クライン博士〈ジェームズ・バッジ・デール〉）
- ゾンビランド:ダブルタップ（バークレー〈アヴァン・ジョーギア〉[115]）
- ダーティ・グランパ（タン・パム〈ジェイソン・マンツォーカス〉）
- TIME/タイム（タイムキーパー・イェーガー〈コリンズ・ペニー〉）
- ダイヤモンド・イン・パラダイス（ルーク）※テレビ東京版
- ディザスター・ムービー! 最'難'絶叫計画（ウィル〈マット・ランター〉）
- デート & ナイト（テイスト〈ジェームズ・フランコ〉）
- デイ・アフター・トゥモロー（ブライアン〈アージェイ・スミス〉）※テレビ版
- デンジャー・ゾーン（トーマス・ハープ中尉〈ダムソン・イドリス〉）
- ときめきサイエンス（チェット・ダネリー〈ビル・パクストン〉）※BD版
- ドクター・ドリトル2
- ドロップ 赤ちゃん事件簿!?（マニ〈ジャーメイン・ファウラー〉[116]）
- トワイライト 特別篇（ジェームズ）※『トワイライト〜初恋〜』部分、日本テレビで放映
- NOPE/ノープ（リッキー・“ジュープ”・パク〈スティーヴン・ユァン〉[117]）
- パーティー・ナイトはダンステリア（バリー・ネイサン）
- ハリー・ポッターとアズカバンの囚人（ベム）
- ハンコック（ジェレミー〈ジョニー・ガレッキ〉）
- ピラニア3D（コンテスト司会者〈イーライ・ロス〉）
- ピンチ・シッター（ノア〈ジョナ・ヒル〉）
- ファイナル・デス・ゲーム（トマス）
- ファイヤーウォール（ドアマン）※テレビ朝日版
- ファニーゲーム U.S.A.（ピーター）
- ファミリー・ツリー（シド）
- フェニックス〜約束の歌〜（チュンイ〈イ・ホンギ〉[118]）
- フローズン（ジョー・リンチ〈ショーン・アシュモア〉）
- フロム・ダスク・ティル・ドーン（リチャード・“リッチー”・ゲッコー〈クエンティン・タランティーノ〉）※Netflix版
- ぼくとアールと彼女のさよなら（アール〈RJ・サイラー〉）
- 僕のワンダフル・ライフ（アル〈プーチ・ホール〉）
- ホワイトハウス・ダウン（タイラー〈ジミ・シンプソン〉[119]）
- マッドマックス 怒りのデス・ロード（エース〈ジョン・アイルズ〉[120]）※ザ・シネマ版
- メン・イン・ブラック2 ※テレビ朝日版
- ライジング・ドラゴン（ウー・チン）
- リアル刑事ごっこ in LA（ジャスティン〈デイモン・ウェイアンズ・Jr〉）
- ロンドンゾンビ紀行（テリー）
- ワールド・ウォーZ（パイロット）
- ワイルド・スピード MEGA MAX（マック〈ジェフ・ミード〉）
- アップ・サイド・ダウン・マジック（スクリフ）

#### ドラマ
- iCarly（ジョナ）
- アクエリアス 刑事サム・ホディアック（ブライアン・シェイフ〈グレイ・デイモン〉）
- アンフォゲッタブル 完全記憶捜査（デニス・モスキン）
- ER緊急救命室
  - シーズン12 #252（イアン・サマーリン〈ジェイク・リチャードソン〉）
  - シーズン13 #283（エバン・ヘイズ〈マーク・Ｌ・ヤング〉）
  - シーズン15 #312（ヒロ〈ジェイミー・スター〉）
- 美男（イケメン）ですね（ジェルミ〈イ・ホンギ〉）
- 美男〈イケメン〉ですね 〜Fabulous★Boys（ジェルミ〈エヴァン・ヨー〉）
- 宇宙船レッド・ドワーフ号シーズン12（ジギー）
- Xカンパニー 戦火のスパイたち （ニール・マッカイ〈ウォーレン・ブラウン〉）
- NCIS: ニューオーリンズ
  - シーズン1 #18（ケヴィン・ヘラー）
  - シーズン4 #20（カーティス・アイザックス）
- Empire 成功の代償 シーズン1（ライアン・モーガン）
- オビ＝ワン・ケノービ（ヴェクト・ノクル〈フリー〉）
- ガール・ミーツ・ワールド（コーリー・マシューズ）
- 奇皇后 〜ふたつの愛 涙の誓い〜（タファン〈チ・チャンウク〉）
- キスは背伸びして（チンヤオ〈John-Hoon〉）
- クイーン・メアリー2 愛と欲望の王宮（ルイ・コンデ）
- クリミナル・マインド FBI行動分析課
  - シーズン7 #13（エディ・ラングドン〈ジョー・エジェンダー〉）
  - シーズン11 #5（マーカス・アイヴィ〈フィリップ・アンドレ・ボテロ〉）
- グレイズ・アナトミー6（ビリー）
- コールドケース7 ザ・ファイナル（アレックス・カサレス）
- ザ・プラクティス ボストン弁護士ファイル
- CSI:科学捜査班 シーズン10 #7（アンソニー・サミュエルズ〈ブランドン・ジェイ・マクラレン〉）
- 宿敵 因縁のハットフィールド&マッコイ
- ジョナス（ケビン）
- ジョナス in L.A.（ケビン）
- 新ビバリーヒルズ青春白書（ナヴィド）
- S.W.A.T. シーズン1 #4（ケヴィン・リンチ〈シェーン・コフィー〉）
- タルジャの春（カン・テボン〈イ・ミンギ〉）
- CHILDHOOD'S END -幼年期の終り-（マイロ・ロドリックス〈オシ・イカイル〉）
- 推奴 〜チュノ〜（ワンソン）
- デスパレートな妻たち（オースティン〈ジョシュ・ヘンダーソン〉）
- トリックTV（スティーブン・マルハーン）
- スーパーマン&ロイス(カイル・クッシング〈エリック・ヴァルデス〉)
- ナース・ジャッキー2（ドリュー）
- HEROES/ヒーローズ（アレハンドロ・ヘレラ〈シャリム・オルティス〉）
- ビクトリアス
- ブラック・ミラー シーズン4 #6（ジャック〈オルディス・ホッジ〉）
- THE BLACKLIST/ブラックリストシーズン9（アンドリュー・ケニソン〈ジョー・キャロル〉）
- ブレイクアウト・キング（シェイ〈マルコム・グッドウィン〉）
- ペク・ドンス（ペク・ドンス〈チ・チャンウク〉）
- ヘリコプター・ハイスト: 舞い降りた略奪者（ミシェル<アルダラン・エスマイリ>）
- ポセイドン（カン・ウンチョル〈ユンホ〉）
- ボディ・オブ・プルーフ2 死体の証言（テディ・ゴーマン）
- ポリティカル・アニマルズ（TJ(トーマス)・ハモンド〈セバスチャン・スタン〉）
- ミディアム6 霊能者アリソン・デュボア（カイル・コヴィントン）
- メンタリスト シーズン7 #6（オロスコ捜査官〈ジェレミー・レイ・バルデス〉）

#### アニメ
- アングリーバード（チャック〈声：ジョシュ・ギャッド〉）
  - アングリーバード2[121]
- ヴォルトロン（キース・コガネ）
- おさるのジョージ2/ゆかいな大冒険!（ウルフ）
- キック ザ・びっくりボーイ（ガンター）
- ケンタウロスワールド（ズリアス）
- サーフズ・アップ（ロブ・マチャド）
- ジャングル・ジョージ ザ・シリーズ（ジョージ）
- スター・ウォーズ: ビジョンズ（ラン）
- スポンジ・ボブ
- タッドの大冒険〜失われたミダス王の秘宝〜（モミア）
- トランスフォーマー アドベンチャー（フラクチャー）
- フェルディナンド（グアポ）
- ブルー2 トロピカル・アドベンチャー（ロベルト）
- ぼくらベアベアーズ（ノムノム）
- ボス・ベイビー（大人になったティム〈声：トビー・マグワイア〉）※機内上映版（DVD&BD収録）
- マイティダックス（ノーズダイブ）
- マシューせんせい 〜ゆかいなヒルトップ病院〜（アーサー）
- Mr.インクレディブル
- もしもネズミにクッキーをあげると（ネズミくん）
- ミュータント・タートルズシリーズ
  - ミュータント タートルズ（2003年版）（ミケランジェロ）
  - TMNT（2007年版）（ミケランジェロ）
  - ミュータントタートルズ（2012年版）（ゼバー）
- レゴ ニンジャゴー（ハッザドゥール）

### 特撮
- スーパー戦隊シリーズ
  - 天装戦隊ゴセイジャー（2010年、スカイフィッシュのザイ粉の声）
  - 機界戦隊ゼンカイジャー（2021年、ダイヤワルドの声[122]）
- 仮面ライダーシリーズ
  - 仮面ライダードライブ（2015年、ロイミュード106の声）
  - ビルド NEW WORLD 仮面ライダークローズ（2019年、仮面ライダーキルバスの声[123]）
  - 仮面ライダーガッチャード（2024年、エンジェルマルガムの声、ガッツショベルの声）

### テレビ番組
- ピカルの定理（ナレーター、2011年4月16日 - 2013年9月4日）
- 古代文明ミステリー たけしの新・世界七不思議（声の出演）
- ザ!世界仰天ニュース（声の出演）
- EXILEカジノ（ナレーター、2014年4月19日 - ）
- FANTASTICS CASINO（ナレーター、2019年8月20日 - ）、
- 関ジャニ∞クロニクル（ナレーター、2015年5月16日 - 2020年3月28日）

### 映画
- Wonderful World（2010年）田島幸三 役
- 縁 -enishi-（2011年）吉田スズキ 役
- その声のあなたへ（2022年9月30日）[124]

### CD
- アラビアンズ・ロストシリーズ（ライル＝スルーマン）
  - Shadow in sun アラビアンズ・ロスト 音楽CD
  - アラビアンズ・ロスト ラジオ&ドラマCD Vol.1
  - QuinRose MIX. 〜2008.May〜 Daytime Version
  - QuinRose MIX. 〜2008.May〜 Night Version
- 縁 -enishi- SOUND COLLECTION（吉田スズキ）
- 陰陽大戦記 スペシャルサウンドトラック 虎の巻（青龍のキバチヨ）
- ケモノキングダム 〜ZOO〜（ドール）
- 最終神話戦争イデアオペラ オリジナルドラマCD 第2章 彷徨う冥界の扉（アレス）
  - 最終神話戦争イデアオペラ オリジナルドラマCD 第3章 輝ける悠遠の女神（アレス）
- さらい屋 五葉 ドラマCD（立花伊蔵）
- 十三支演義 〜偃月三国伝〜 ドラマCD 未知の旅路（関定[125]）
- 純愛ロマンチカ（出版社の男）
- 私立荒磯高等学校生徒会執行部|帰ってきた!私立荒磯高等学校生徒会執行部1 - 2（修司）
- tactics ドラマCD 第二巻 大妖怪奇談（ロドリゲス）
- ときめきメモリアル Only Love「ときめきの雪」（鈴木一太）
- ナデプロ!!（先輩）
- テレビアニメ プリンセス・プリンセス（名田庄薫）
- 魔法少女リリカルなのはStrikerS サウンドステージX（ヴォルツ・スターン）
- WILD ADAPTER 06（修司）

### 玩具
- 仮面ライダービルド DXキルバスパイダー（2023年2月）

### 舞台
- 奇譚 地獄たられば（2025年5月17日公演予定）[126]

### その他コンテンツ
- 衛星アニメ劇場（ナビゲーター 2008年4月3日 - 2009年3月26日）
- 2002年勝杏里カレンダー
- 井上和彦の声優教室
- 勝杏里のテレホンサービス
- しまじろうコンサート ぼうけん!はっけん!たからじま（マック船長、2014年）